# Céligny
Céligny település Svájcban, Genf kantonban. Lakosainak száma 799 fő (2018. december 31.). Genf városának agglomerációjába sorolható.

## Népesség
A település népességének változása az elmúlt években:
| 2017 | 787 |
| 2018 | 799 |

Történelmi viszonylatban: